# Frontbegradigung
Frontbegradigung ist sowohl ein militärischer bzw. militärhistorischer Begriff als auch ein Beispiel für einen Euphemismus in der Propagandasprache des Dritten Reiches im Zweiten Weltkrieg. Im wörtlichen Sinne bedeutet Frontbegradigung (oder synonym auch Frontverkürzung) die Beseitigung von Ausbuchtungen und Zickzackverläufen der Kriegsfront zwischen zwei im Kriegszustand befindlichen Staaten.
Frontbegradigungen wurden vor allem im Ersten Weltkrieg öfter durchgeführt. Dieser Krieg war, besonders an der Westfront, durch Stellungs- und Grabenkampf, über längere Zeit erstarrte Fronten und im gegnerischen Verteidigungssystem steckengebliebene Offensiven geprägt.
Eine Frontbegradigung konnte sowohl durch eine erneute Offensive erreicht werden, die den Anschluss der zurückhängenden Nachbarstellungen an den vorgeschobenen Frontabschnitt herstellte, als auch durch einen taktischen Rückzug. Eine Frontbegradigung verkürzte die Länge der Front und machte somit Truppen für andere Aufgaben frei, allerdings auch beim Gegner. Die umfangreichste Frontbegradigung des Ersten Weltkrieges fand 1917 auf Weisung der deutschen Obersten Heeresleitung (OHL) an der Westfront statt. Die deutschen Truppen zogen sich einige Monate nach der alliierten Offensive an der Somme, die einen zickzackartigen und unübersichtlichen Frontverlauf hinterlassen hatte – ohne gegnerischen Druck – im Unternehmen Alberich auf die sogenannte Siegfriedstellung zurück. Diese ausgebaute Frontlinie war wesentlich kürzer und konnte besser verteidigt werden. Diese Frontbegradigung hatte nicht nur taktische, sondern strategische Bedeutung. 
Im Zweiten Weltkrieg bekam „Frontbegradigung“ eine etwas andere Bedeutung.
Der Begriff wurde – vor allem in der zweiten Hälfte des Krieges – zum Euphemismus für einen vom Gegner erzwungenen Rückzug der deutschen Truppen. Vonseiten der Wehrmachtführung, der Nazi-Propaganda, der Deutschen Wochenschau und den sonstigen Medien wurde die katastrophale Lage der deutschen Wehrmacht und der damit verbundene Rückzug bzw. Zusammenbruch an allen Fronten mit Begriffen wie „geplante Absetzbewegung“, „Frontverkürzung“ oder eben „Frontbegradigung“ verharmlost bzw. verschleiert.
Da mit zunehmender Dauer des Krieges der Bevölkerung die tatsächliche Situation nicht verheimlicht werden konnte, wurde der Begriff „Frontbegradigung“ vom Volksmund meist in spöttischer bzw. ironischer Weise gebraucht und die offizielle Propaganda damit in ihrer Absicht ins Gegenteil verkehrt.